# Menjez
 (octobre 2022).
Menjez se situe sur une colline portant le nom d'une famille française « El Guise » (croisade), qui a construit ou restauré la forteresse de Notre-Dame située à proximité. 
Depuis, ce petit village devait porter le nom « Mont Guise », et comme il n'a pas d’équivalence  phonétique dans la langue arabe, il a dérivé vers « Menjez ».
Il existe un site Web qui décrit bien l'histoire de ce village avec des images et l'arbre généalogique des habitants, c'est ici : menjez
Depuis longtemps les Maronites ont habité la région. La profession de foi émise à Qannoubîne en mars 1579, pendant la première mission du P. Eliano, porte la signature de plusieurs de leurs curés.
Les terres appartiennent avant aux « turkmènes », qui vivent à « Beyt Joumblat » et « Koura El Maabour ».
On raconte que la première famille qui s'est installée à Menjez était « El Goumaa ». Cette famille a quitté son village natal « Hadath El Joubé », ramenant avec elle une pierre de leur ancienne église Saint Daniel, qui est devenue la première pierre de l'église actuelle du village consacrée à Saint Daniel.
On n'a pas de registres ou des documents prouvant les origines et les racines de toutes les familles de Menjez. Or, tous les noms figurant dans l'arbre généalogique remontant au XIXe siècle nous proviennent d'une part des histoires de nos ancêtres et d'autre part des titres des propriétés.

## Environnement
Menjez est limitrophe avec les villages de Kfarmoon, Remmaha, Barad, Kseir et Fraydissetanol.
Ses champs sont les plus productifs dans toute la région. Ses productions étaient plus diversifiées que celles des villages voisins[réf. nécessaire]. 
Au printemps, ses champs sont couverts d'un tapis de verdure et de fleurs, de tous genres d'herbes, ce qui incitait les bergers du voisinage à venir y faire paître leurs bétails. Cependant, de nos jours ces champs ont été peu à peu envahis par la construction et les habitations[réf. nécessaire].

## Évènements
Avant de relater les événements du XXe siècle, il faut d'abord parler d'un personnage très important qui a marqué l'histoire moderne du village : Cheikh Ibrahim EL KHOURY qui a joué un rôle important dans l'amélioration du village par rapport à ses voisins tout en évitant aux villageois de payer les impôts à l'empire ottoman. Pour lui rendre hommage, les pères jésuites ont placé  une plaque commémorative en ardoise au-dessus de la porte de l'église Notre-Dame du fort (Saydet El Kalaa). C'est d'ailleurs lui qui a offert les terrains pour la bâtir.
Au XIXe siècle, Menjez a connu des évènements favorables, comme la guérison miraculeuse de Boulos El Mrid d'une anémie qui a duré sept ans, la construction de l'église de Notre-Dame de la forteresse et l'église Saint-Daniel, l'école et le couvent des jésuites.
En revanche au XXe siècle, Menjez a vécu plusieurs événements néfastes comme :
- la Première Guerre mondiale (1914-1918), où ses hommes ont disparu, soit à la guerre soit par l'exode dont ne sont revenus que de rares chanceux ;
- l'invasion par les sauterelles causant une famine mortelle au point que les gens ont dû manger les cadavres des animaux et des autres morts[réf. nécessaire] pour survivre ;
- le départ des pères jésuites en 1924 qui a provoqué une profonde tristesse chez les villageois ;
- en 1976, les villageois ont dû quitter Menjez sous les menaces de mort causées par des assaillants qui n'ont aucun respect ni pour les hommes (vivants et morts), ni pour Dieu et ses sanctuaires.